# 摩利と新吾
『摩利と新吾』（まりとしんご）は、1977年から1984年まで『LaLa』に掲載された旧制高等学校を舞台とした木原敏江による漫画作品。現在は白泉社から文庫版全8巻、河出書房新社から完全版全5巻が刊行されている。また、タイトルの後に「ウエットでバンカラな」を意味するドイツ語風の造語「ヴェッテンベルク・バンカランゲン」が併記されることが多い。

## あらすじ
舞台は、明治時代の末期から始まる。幼い頃からの親友同士である鷹塔摩利と印南新吾は、16歳の春に名門旧制高校持堂院高校に入学する。眉目秀麗・文武両道の二人は入学式で四季遥・春日夢殿・大和飛竜といった個性的な先輩たちに目をつけられ、秘密裏に持堂院における生徒会機関である「全猛者連」の新会長になるためのテストを受けさせられる。そのテストに合格した二人は「全猛者連」新会長として、また、持堂院の一生徒として友の死や他校との合戦など様々な印象深い経験をし、仲間たちとかけがえのない青春を過ごす。
ある時、摩利は自分が新吾に対して同性愛的な感情を抱いていることに気付く。煩悶しながらも、開き直って新吾を思い続ける事を決めた摩利。しかし、二人が高校三年生の春、新入生として入学した滝川篝の登場により二人の関係はにわかに転換期を迎えようとしていた……。

## 主な登場人物

### 持堂院高等学校の生徒と教授と関係者
「持堂院高等学校」とは全寮制の私学の名門旧制高校で、主に富豪の子弟が通うが、貧しい家の人間もいる。「全猛者連」という他校でいう生徒会の組織があり、摩利と新吾はそこの会長で、主要登場人物はその一員が多い。名門校で進級する際に試験があり、試験に落第すると留年し、二回留年すると退学になる。もう一度入学試験を受けて合格すれば戻ってこられる。学業のレベルは高いが、全猛者連が主催する学校のイベントも多く、文武両道がモットーである。理系と文系だけでなく、乙類と呼ばれるドイツ語と丙類のフランス語と甲類の英語専攻に分かれている（摩利と新吾は理乙）。生徒は卒業後に「帝大」（今の東京大学）に行くものが多い。さらに「硬派」と呼ばれる同性愛者のグループと、「軟派」と呼ばれる女性の方が好きなグループとに分かれている。
鷹塔 摩利（たかとう まり）
主人公。1893年生まれの射手座。世界的な貿易商で伯爵の父とドイツ貴族の令嬢を母にもつ混血児。子供の頃は混血を理由に周囲から白い目で見られて避けられていたが、兄弟同様に育った新吾が常にかばってくれたおかげで勉強も武道も頑張り（柔道剣道合わせて五段）、文武両道となり、次第に周りからも一目置かれる存在になった。
父親は海外（特にドイツ）で仕事をしていることが多く、母親は小さい時に亡くなり、ばあやの手で育てられるが、新吾の両親からも面倒を見てもらうこともある。
少年時代の活動の拠点は日本だが、ドイツへたびたび行くこともあり、そこで同性愛者の公爵から手ほどきをうけ、次第に同性愛に目覚めていき、やがて親友の新吾を愛するようになる。
ドイツ語名はマリ・コンラート・タカトウ・フォン・メーリンクで、マリだけでなく、コンラートと呼ばれることもある。
新吾と共に持堂院高等学校へ入学してからは、一年生ながらもその美貌と文武両道さで全猛者連の会長に任命され、学校のアイドル的存在になる。
順風満帆な学校生活をおくる半面、新吾への同性愛の思いに苦しみ、さらに同じ同性愛者の春日夢殿に言い寄られたりする。
持堂院卒業後は帝大を新吾と共に受け合格するも、父親の住むドイツへ父親の事業を手伝うために留学。そこで新吾が女性に目覚め自分を恋人としては受け入れられないことを知りショックをうけるも、幼馴染で元隣家の女中であるささめと再会し、彼女が欧州で離婚されてもめげずに強く生きている様子を見て気を取り直し、新吾と親友のままでいることに同意する。その際にかねてから不仲だった祖父と和解したことと、欧州で父親の貿易の仕事の後を継ぐために、新吾や夢殿らとは帰国せず欧州を活動拠点とする。
やがて鷹塔家の女中になったささめとの間に一子をもうけるも、一生結婚しなかったため、やはり新吾への愛が一番だったと思われる。昭和20年に政府の依頼で極秘に連合軍に停戦交渉に向かうが、通信のミスにより誤爆・撃墜され太平洋上に散る。
容姿は茶色い髪に白い肌でドイツの血を濃く受け継いでおり、女性と間違えられるほどの美貌の持ち主で、余興で女装をよくやらされる（本人もまんざらでもない）
性格はクールで冷静だが、人あたりは新吾ほどではないが良い。新吾のことになるとムキになるところがあり、新吾を傷つけるものには容赦しないところがある。
印南 新吾（いんなみ しんご）
もう一人の主人公。1894年3月生まれ。摩利とは生まれたときからの親友で、父親は診療所を経営している医師で摩利の父親とは旧知の仲。その影響で新吾も摩利と親友になる。
摩利とは「おみきどっくり」（学校にある一対で一つの一心同体のとっくりのこと）とあだ名をつけられるぐらい一心同体の存在。後に風魔教授からは二人揃って「しまりんご」とも呼ばれるようになる。
子供の頃、混血で周囲から白い目で見られていた摩利を常にかばい、摩利と一緒に学業も武道（主に剣道が得意）も頑張ったお陰で文武両道になり、彼も周囲から一目置かれる存在になる。
摩利と共に持堂院高等学校に入学して、一年生ながら摩利と共に全猛者連の会長に任命され、彼も摩利同様に学校のアイドル的存在になる。
二年生までは順風満帆だったが、三年生の時に両親を事故で亡くし、新入生の滝川篝に嫌がらせをされ、さらに滝川の策略で、親友だと思っていた摩利が同性愛者で自分を愛していたのを知り、その思いに最初は戸惑い失踪する。しかしそこで旅芸人の一座に出会い気を取り直し、摩利のもとに戻り、摩利を恋人として受け入れようと努力をする。
持ち前の親しみやすさで女性登場人物から言い寄られることが多いが、摩利のために拒否する。
持堂院を卒業後は摩利と帝大を受験し合格するも、父親のような医者になるため摩利と共にドイツへ留学する。そこでドリナというセルビアの女性と出会い、彼女と恋に落ちて、摩利との仲が一時悪くなる。しかし、ドリナからセルビアに一緒に来てほしいという誘いをやがて断り、最終的にはドリナより医者の道と同性愛的な意味でなく親友として摩利のそばにいることを選び摩利を安堵させる。
帰国後は父親の後を継いで日本で医者として活躍し、かねてから言い寄られていた娘、一二三と結婚し子供をもうけた。摩利と同日同時刻、軍医となって乗船した艦が撃沈され、兵士たちと共に連合軍の戦闘機の機銃掃射を受けて散る。死の瞬間、摩利の名を叫んだ。
容姿はぱっちりした目のきりっとした日本的な美男子で、髪型は初期の頃は坊主に近い短髪だが、物語の中間以降では髪を少し伸ばすようになる。
性格は「おひさま新吾」と呼ばれ天真爛漫で明るく、誰にでも優しいが言うべきことは我慢せず主張する。ただ、人が良すぎて人間の裏表を見抜けない鈍感なところがあり、それで悩むこともある。

春日 夢殿（かすが ゆめどの）
政治家の息子で、摩利と新吾より2年先輩。1889年生まれ。摩利達が来るまでは、全猛者連のリーダー的存在だった。自他ともに認める同性愛者で摩利を「ヘル・マリィ」（ドイツ語で摩利君）と呼び、愛するようになる。
誰よりも早く摩利の新吾への思いにも気付き、卒業後は帝大に進むも、摩利目当てで持堂院の内情に首を突っ込む（後輩たちからは絶大な信頼を得ているのもある）。
新吾への愛に苦しむ摩利と肉体関係を持つこともあり、のちに二人がドイツに留学してからも、摩利を追って自身もドイツに留学。そこでも新吾と恋人になれないことを知った摩利と何回か関係するも、摩利が新吾と親友でいることに納得した後は、摩利を諦め、帰国して親が勧める侯爵令嬢と結婚して、政治家の道を歩む。
容姿は摩利の父親にどことなく似て長身で大人びており、性格も肝っ玉が据わっていて、大変包容力があるので、摩利はそれで言い寄られても嫌な顔をせず、彼のことは先輩として信頼している。対等の友人・紫乃の死に誰よりも深く傷つき、新吾だけがその事実に気づいた。
安曇 紫乃（あずみ しの）
全猛者連の一員で、日本舞踊の家元の息子で自身も踊りの名取。摩利と新吾より1年先輩。1891年生まれ。女性に囲まれて生活していたためか、美人から大変モテる遊び人で「軟派」のリーダー格。
実は実家にいる母親違いの姉「ひさ子」を愛しているが一緒になれないので、それを他の女性との遊びで紛らわしていた。
卒業後は帝大に行かず、踊りの家の後を継ぐことになっていたので、勉強は本来できるがわざと落第して、摩利達と一緒に卒業はする。夢殿が摩利以外に唯一本音で話せる器の大きい人物でもある。
後に新吾と夢殿らが留学後、日本に帰って来た時に起きた関東大震災で、密かに愛するひさ子の子供をかばって建物の下敷きになり、昏睡状態に陥ったまま1ヶ月後に死亡。最後までひさ子を思って独身だった。その葬式の際に摩利は一時帰国した。
容姿は切れ長の目の妖艶で古典的な美男子で、性格は何事にも動揺せず鷹揚。「うっふっふ」が口癖で、常に微笑を絶やさないが、怒ると非常に怖く、みんなはそれを恐れている。
百地 桃太郎（ももち ももたろう）
全猛者連の一員で、紫乃と同学年で彼とは親友。1892年生まれ。卒業後は京都の帝大（今の京都大学）に進むも夢殿同様、持堂院を気にかけている。忍者の子孫で、身体能力が非常に高く、夢殿や紫乃からスパイ（間者）の役をやらされる。
夢殿の催しの会で姫花と出会い、その身体能力の高さから姫花から「サル太郎」と呼ばれてしまう。後に姫花を愛するようになり、新吾に振られた後の姫花に告白して、後に結婚する。結婚後は髪を切り銀行員になる。容姿は長い髪の個性的な美男子で、性格は明るくサバサバしており、「しゃー」が口癖。
設楽 星男（しだら ほしお）
全猛者連の一員で、摩利と新吾と同学年。1893年2月か3月生まれ。同性愛者で「硬派」の重鎮的人物。2年までは、親友の織笛や摩利や新吾と楽しくやっていたが、3年になるとかねてから愛していた隣に住む幼馴染の滝川篝が新入生として入学してくると、常に篝につきっきりで面倒を見て、摩利と新吾の仲を裂こうとするトラブルメーカーの篝のことで気苦労が絶えなくなる。
篝の死後はショックで帝大を一回不合格になるも奮起して合格し、その後は建築家となる。女系家族でいじられキャラとして育ったせいか、根本的に女性が苦手で誰とも結婚しなかったが、あまり女女していない一二三を気に入っていたり、美女夜の顔を見て「よく見ると篝に似ている」と歓喜し、織笛に「一生独身だな」と呆れられた。
容姿は長身で短髪だが優男型の美男子で、性格はどちらかというと冷静な方だが、親友の織笛とはしょっちゅうつるんで騒いでいるところもある。
牧 織笛（まき おるふえ）
全猛者連の一員で、摩利達と同学年で星男の親友だが、星男とは対照的に「軟派」の重鎮的人物。同じ軟派でも紫乃のような遊び人ではなく、常に女性とのまっとうな恋愛を夢見ているタイプである。
母親は大金持ちの男の愛人で、いわゆる当時多かった、妾の息子で、そのことが彼のコンプレックスでもある。
女子修学院との合同合宿の時に、そこの女学生のみち子と恋に落ちるも、みち子の家が没落すると、恥じて身を引こうとするみち子のために別れる（織笛は自分が妾の息子で嫌われたと誤解して激怒する）。その後、彼女が家が没落して苦労しているのを知り仲を復縁し、苦労する彼女のためにひたすら尽くし、卒業前に退学して小学校の教師になり、みち子と結婚してみち子やその家族を養う。
容姿は目鼻立ちの派手な顔の美男子で、性格は勝気で短気で、思ったことをずけずけ言い、お人よしの新吾や篝のいいなりになっている星男によく活を入れているが、みち子に対してはかなり純情で献身的。
藤村 月夜麿（ふじむら つきよのまろ）
全猛者連の一員で、摩利と新吾と同学年だが、病気の療養で入学が遅れているので、摩利達より3歳年上。小説家志望で文系の秀才で、摩利と新吾をはじめとする全猛者連の相談役的存在。かつては入学前の病気の療養の時に、新吾が世話になった旅の一座の娘さよ子と恋に落ちるも周りに別れさせられ、病気のこともあり、篝と同じく「世をすねる会」に入っていた暗い過去もある（その後小説に目覚め脱会）。新吾が旅先の一座から帰ってきた際に、さよ子に旅先で会ったことを聞かされ、会いに行きよりを戻す。卒業後は帝大に進学し、さよ子と結婚して、高校の教師のかたわら小説も書き「摩利と新吾」をモデルにした小説も書いている。容姿は美男子ではないが、眼鏡が似合う落ち着いた風貌で、性格は容姿と同じく落ち着いていて穏やかである。
大江山 将鬼（おおえやま しょうき）
全猛者連の一員で、成績が悪いため常に落第や退学、さらに入学を繰り返しているので、摩利達より3歳年上。全猛者連のムードメーカーでもある。
女子修学院との合同合宿の時に、そこの生徒会でもある美女姫連の幹部、額田様という美女に一目ぼれをして恋に落ち、その後勉強を頑張るようになる。卒業後は額田様と結婚して家業の酒屋を継ぐ（帝大は最後まで不合格続きで行けなかった）容姿は不細工な怪力の大男で、性格は豪快さと繊細さを兼ねそろえており、織笛と同じぐらい純情で好きな女性（額田様）に尽くすタイプでもある。
昭和20年に軍需工場に動員されるが、爆撃により死亡。
泉 白菊丸（いずみ しらぎくまる）
全猛者連の一員で、摩利と新吾より1学年後輩。新吾のばあやの孫で、特に新吾を敬愛している。摩利と新吾の世話をよくしている。
容姿は大変小柄で童顔でかわいらしく、全猛者連のマスコット的存在。性格も優しくかわいらしいが、怒ると結構怖い。卒業後は新聞社に就職。
麦刈  金太郎（むぎかり きんたろう）
全猛者連の一員で、摩利達と同じ年だが1年生の時に留年しているため、一つ年下の白菊丸や鉄之介らと仲が良い。容姿も眼鏡で丸坊主で平凡であり、性格もこれといった特徴のない平凡なタイプだが、逆にそれが受けて全猛者連にスカウトされた。卒業後は農業関係に就職。
昭和19年、工作班員として従軍中、サイパンで玉砕。
黒羽 鉄之介（くろば てつのすけ）
全猛者連の一員で、白菊丸と同学年でよくつるんでいる。容姿は坊主頭できりっとしており、性格も非常にまじめでお堅い。帝大に進学し、卒業後は弁護士になる。
昭和19年、特攻隊指揮官としてラバウルにて戦死。
留 三衣（とどめ みつぎぬ）
全猛者連の一員で、摩利と新吾より2学年後輩。べらんめえ口調が特徴で愛称は「ルミィ」。摩利と新吾の卒業後、全猛者連の会長になる。持堂院卒業後、帝大に進むものの「活動写真に狂って」単位を落とすなど親の期待を裏切り、最終的には活劇の監督関係に進む。容姿は目がぱっちりした可愛い感じで、性格は江戸っ子気質でさっぱりしている。
鴨沢 勇（かもざわ いさむ）
全猛者連の一員で、ルミィと同学年。一旦は四高の用務員として働いた後、一念発起して持堂院に入学しているので、みんなよりかなり年上だが、月夜麿のような落ち着いた感じではなく、お笑い担当的な存在である。摩利と新吾卒業後は、全猛者連の副会長になり、ルミィとともに後を継ぐ。
容姿は篝から「カバフグのよう」と言われたほど不細工だが、髪結いの妻と子供もいる。性格は、豪快でひょうきんものである。持堂院卒業後は麦酒会社に就職。
昭和17年、報道班員として従軍、ガダルカナルで戦病死。
滝川 篝（たきがわ かがり）
摩利と新吾が3年の時に新入生としてやってきた。2学年後輩の同性愛者で、星男の隣りに住む幼馴染で彼を信頼しているが、星男が自分に惚れていることを知っているためか、利用することも多い。
政治家の妾の息子で、母親から好きでもない男の息子だからという理由で憎まれて育ち、さらに心臓が悪くうまくいって30歳までしか生きられないという不幸な生い立ちだが、それを武器にすることも。
不幸な人間が徒党を組み、幸せな人間を陥れることを目的とする「世をすねる会」の会長でもあり、摩利と新吾の仲を裂き不幸にするために持堂院に入学してきた。
新吾に対して彼の鈍感な部分と摩利にとってそれが負担だとひたすら責め、摩利に対しても慕う振りをしながら新吾を愛していることを同性愛者の直感で見抜き、摩利が新吾を愛していることを皆に知られるように仕向ける。新吾がショックをうけ失踪するはめになるが、摩利にその後に皆の前で強烈な仕返しをされ、摩利を本当に慕ってたことに気づき愕然とする。
新吾が失踪から戻ると、摩利に詫びを入れ、摩利や新吾と夏休みの間に摩利の家で暮らすようになる。入学時から暗い自分と正反対の新吾を能天気で鈍感と否定していたものの、次第に自分に対して常に明るい新吾を摩利よりも好きになっていくが、持ち前の気位の高さからそれを認めようとせず、最後まで新吾には冷たいままだった。
自分の死を悟った時に新吾の気をひくため、新吾の前で摩利を傷つけようとして新吾に罵倒されるが、その時はもう心臓の病状が悪化していたため、その3日後に星男に看取られながら死亡する。
絵を描くのが上手く死後に篝が描いた新吾の絵が見つかり、新吾はそれを見て篝が実は自分のことを好きになっていたとのだと摩利から聞かされ落胆するが、それで医者になる決意をますます固める。
文武両道で美形で常に憧れの的とされている摩利と新吾に対して頭脳戦の戦いを挑んでくる、唯一の本格的なヒールキャラとして読者に強烈な印象を与え話を面白くしたことに一役買っているキャラクター。
容姿は小柄で摩利に勝るとも劣らない中性的な美貌の持ち主。性格は生い立ちのせいか、暗くて猜疑心が強く、皮肉屋で、我儘で気位が高いが、星男や摩利には甘える面もある。
二宮 青太（にのみや あおた）
摩利と新吾が一年生の時に転入してきた少年。田舎の出身で、頭が良いので援助で持堂院に入学できた。明るくて運動が好きな少年で、摩利と新吾と同じ部屋になってから、二人の親友になるが、持堂院の運動会で活躍するも実は不治の病におかされており、最後に摩利と新吾と山に行った後に亡くなる。実は援助を受けていた家の夫人を好きだったというエピソードがある。篝同様、新吾の医者への決意を固めた人物である。
大和 飛竜（やまと ひりゅう）
全猛者連の一員。紫乃や桃太郎と同学年の先輩。芸者と恋仲で、家が貧しいことや成績不振で落第を重ねていたこともあり、摩利達の活躍で彼女と一緒になると学校をやめる。短い出番だが、お笑い担当として容姿も性格もインパクトがある人物だった。
四季 遥（しき はるか）
全猛者連の一員で、夢殿と同学年で、彼と親友だった。最初は新吾に恋する硬派を装っていて摩利を困惑させたが、実は新吾に顔がよく似た名門の令嬢の恋人・雅子と愛し合う。親も財産も無く雅子の両親に家庭教師ごときと結婚を反対され、男装させて寮に匿っていた。密偵に見つかったため、摩利と新吾、夢殿たち友人の協力で駆け落ちする。
短い出番だったが、長髪でインパクトのある人物。あだ名は「ビバルディ」（名前が四季なので）。
雅子（まさこ）
四季の恋人（リーベ）。ある名家の令嬢であり、四季と愛し合う。しかし、政略結婚を強いられており、家出した。セミロングのストレートヘアでピンクのリボンを付けていたが、四季と共に生きるため、髪を切り男装して寮に隠れていた。新吾に瓜二つ。四季を「ビバルディ」と呼ぶ。
風魔教授（ふうまきょうじゅ）
摩利と新吾の恩師。1866年生まれ。持堂院高等学校ドイツ語教師。長身で空手の名人で、生徒からは「理想的な大きな父親」と言われて、慕われている。摩利と新吾に「しまりんご」という別のあだ名をつけたりもする。終戦の年、風邪が元で亡くなる。
容姿は美男子ではないが堂々とした風格で、性格は男らしくて頼りがいがある。
へるめす教授（へるめすきょうじゅ）
持堂院高等学校の物理化学教師。長身の西欧風の美男子で、硬派達から人気がある。性格は明るく豪快だが、見た目と対照的に団子や料理や裁縫が好きというギャップもある面白い人物。風魔教授の良き相談相手でもある。
印南 数馬（いんなみ かずま）
新吾の父親の弟で、新吾の叔父。1887年生まれ。持堂院の数学教師をしている（新吾達を受け持ったことはない）。昔恋人の扇子と引き裂かれて、独身を通していたが、不知火の変で扇子と再会して、再び恋が燃え上がり結婚する。その後も常に新吾のことを気にかけている。容姿はきりっとしており人柄も良い。
扇子（せんこ）
新吾の叔父の数馬の妻。もとは不知火高校のリーダー白鳥の姉だが、数馬とは若いころは親から交際を反対され、他家に嫁いだが、子供が出来る前に夫が戦争で死に、未亡人になり家に出戻る。やがて不知火の合戦で数馬と再会し、恋が燃え上がり、数馬と念願がかない再婚して、子供を二人産む。結婚後は数馬同様、常に新吾のことを思っている。容姿はあでやかで色っぽい美人で、性格はさっぱりしている。数馬との密会に際して逆さ言葉を暗号のように使っていたせいか得意としている。「いやいや」が口癖。関東大震災で次女を失う。
白鳥 騎士（しらとり きし）
扇子の弟で、持堂院のライバルの不知火高校の生徒会長。新吾に一目ぼれして、自分の高校に転校させようと策略する。そこで最初に新吾を次に摩利をさらい、二人を取り返そうとする持堂院の生徒たちから、「不知火の変」という合戦をおこされ、それに応じる。その際に姉扇子とかつての恋人で新吾の叔父の数馬が再会して、二人がよりを戻す。自分もその後、摩利と新吾を諦め、若葉という扇子の付き人だった少女と一緒になる。容姿は長い黒髪の美男子で、欲しいものは何としてでも手に入るエゴイストだが、根は善人。
サビーヌ先生
持堂院にフランス語を教えにきたフランス人の女教師。教師としては、淑女で声が小さくわがままな面もあり、紫乃に「教師として失格」と罵倒される。以降改心して、自分に苦言してくれた紫乃と仲良くなる。
実はフランスで、摩利の父親に言い寄り振られた過去があり、腹いせに摩利を誘惑しに日本にやってきたが、先妻にそっくりな摩利を見て、勝ち目がないと思い摩利と和解する。
結局ホームシックになり、摩利と紫乃に見送られフランスに帰国する。プラチナブロンドの美人で、性格は少々我儘なところもあるが、根は純情なかわいらしい女性。

### 女子修学院の関係者
吉野 姫花（よしの ひめか）
春日夢殿の幼馴染で、信州の女学校の名門「女子修学院」で「美女姫連」とよばれる、生徒会にあたる組織のリーダーで、摩利と新吾より二歳年下。
持堂院との踊りの発表会の合同合宿で、最初新吾をはじめとする男子学生に対して、大変冷たい態度で特に新吾には文句ばかり言っていた。理由は過去、幼馴染に振られたことや、父親に愛人がいたこと、さらに慕っていた夢殿が同性愛者だと知って過度の男嫌いになって、男性に意地をはっていたから。本当は幼馴染によく似た新吾のことが好きだが、持ち前の気位の高さから、つい不器用な態度をとっていた。
合同合宿中に地元の浅間山が噴火し、その時に持堂院の男子学生から助けてもらううちに、男性に対する偏見を取りやめ、以後は新吾にも素直に接するようになる。
新吾をさらに好きになり、いろいろアプローチをするが、新吾はその頃は摩利への同性愛に答えようとしており姫花を振ってしまい、大変ショックを受ける。その後は桃太郎に慰められ、告白されて彼と結婚する。容姿は当時ハイカラと呼ばれる、華やかでおしゃれな美少女で、性格はしっかりもので、気位が高く意地っ張りだが、その反面、新吾には純情で可愛い面も持ち合わせている。好きなもなかの餡はウグイス餡。
美女夜（みめや）
春日夢殿のいとこで姫花とは昔からの幼馴染で、姫花より2歳年上。男性不信になった姫花から絶大な信頼を置かれている。女子修学院でもアイドル的な存在。
最初は持堂院の生徒に冷たくふるまう姫花をしかったり、摩利や新吾に対して好意的だったが、実は同性愛者で姫花を愛しており、姫花が実は新吾が好きなのを知ると、嫉妬で浅間山の噴火の際に新吾を騙して、危険な場所に行かせようとする。それが摩利にばれ、摩利の機転で新吾が助かるのを見て、自分のしたことを後悔。摩利からも恨まれずに「同じ同性愛者として気持ちがわかる」と同情される。
やがて姫花への思いを断ち切るために、欧州に摩利達より先に留学、後から来た摩利と新吾と夢殿等と合流。欧州では姫花をふっ切り次第に摩利に惹かれていき最後告白するが、摩利からは「同志にそういう真似はできない」と言われ、最後まで自分を女ではなく同士としてしか見てもらえないとわかり、帰国。姫花への同性愛も消え普通の親友に戻り、その後は親の勧める外交官と結婚した。
容姿は長い黒髪で長身の男装も西洋風のドレスも似合うきりっとした美人。性格は、一見穏やかで優しいが、結構嫉妬深いところもある。
額田（ぬかた）
美女姫連のリーダー姫花の取り巻きの三人衆の一人で皆から「額田様」と呼ばれる。
姫花同様、父親が浮気をして家が冷たかったことから、男嫌いになり、姫花と共に持堂院の生徒に冷たくするが、将鬼に出会い、彼のひたむきな愛に心を打たれ、彼を愛するようになる。
元から美男子よりキワモノ（マニアック）な男性を好む性癖で、それで将鬼を好きになる。以降、将鬼が何かするごとに「感動ですわ」というのが口癖になる。後に将鬼と結婚。
額のほくろが特徴の古典的な美人で、性格は気位が高いところもあるが、情熱的で感動屋でうっとりすることも多い。
小町（こまち）
美女姫連取り巻きの三人衆の一人。踊りの名取で、男嫌いだが、踊りの会のパートナーを務める紫乃にやがてぞっこんになる。だが、彼の浮名の多さに諦め、やがて他家に嫁入りする。目のぱっちりした美女である。
手児奈（てこな）
美女姫連取り巻きの三人衆の一人。摩利を好きになるが、相手にされず、その後消息不明。三人衆の中では庶民的な美女。
林 みち子（はやし みちこ）
女子修学院の生徒で、美女姫連とは関係のない女学生。持堂院との合同合宿の際に織笛と出会い恋に落ちるも、のちに家が没落して貧乏になり退学。以降は家族のために働き織笛との逢引の約束を何度もおろそかにしたことから彼から誤解されて一時は別れたが、飲み屋で働いてるのを織笛に見つかり、事情を話してよりを戻す。その後は織笛に何かと助けられ、彼とのちに結婚する。
容姿はおさげ髪が似合う庶民的で美人というより可愛い少女で、性格もおとなしくて控えめ。
琴音 フキ（ことね ふき）
修学院の女教師で、風魔先生の初恋の相手で自身も風魔に気があった様子。気位が高く、最初は生徒と一緒になって持堂院の生徒に冷たかったが、のちに改心する。

### 旅の芝居一座の関係者
一二三（ひふみ）
新吾が篝の策略で、摩利が自分のことを好きだと解り、失踪した後に、世話になる旅の芝居一座の少女。両親がいなく子供のころからいろんなところを奉公に周り苦労しており、旅の一座でやっと安住していた時に新吾に出会い一目ぼれをする。子供のころから苦労の連続のため、新吾が摩利を好きだとわかっていても、姫花と違い動揺せず姫花に敗北感を味わわせる。
だが新吾への思いは相当なもので、新吾が欧州に留学した時に、船で密航して追いかけてその際、夢殿に出会い彼のメイドとして同行して新吾と再会するも、新吾が今度はドリナと結ばれたと知った後は摩利に「自分は苦労は慣れているから、何も望まないし期待しない」といい摩利をうならせたりする。常にどんな目にあっても一途に新吾を思い続け、新吾のために欧州で看護師の資格も取り、日本に帰ってからは新吾の診療所で働き、ドリナと別れた新吾の妻になり、子供も二人産む。「きゃーん」というのが口癖。
容姿は歯並びは悪いが（渡欧後、歯並びの矯正をする）、顔立ちは可愛く髪型はオカッパ性格は活発でハキハキしているが、苦労人なので常に人をたてて我慢することにたけている。
さよ子（さよこ）
一二三が世話になっている旅の一座の女性で、一二三が姉のように慕っている。新吾が一座に世話になっている時に、かって恋人だったが別れた、月夜麿のことを新吾から聞かされ泣いてしまい。新吾が帰った時に麿に知らせ麿はさよ子に会いにいき、二人はよりを戻し、やがて結婚する。
容姿は落ち着いて大人びた美人で、性格はしとやかでおっとりして、少々抜けてるところがあり、しっかり者の一二三に助けてもらってたりしている。新吾はその様子に摩利に世話を焼かれる自分を重ね、ぎくりとすることもあった。
夢太郎（ゆめたろう）
旅の一座の看板俳優。一見紫乃に良く似た遊び人風だが、摩利との同性愛に悩む新吾に、肉欲の問題を打ち明けられると「人間なら当然誰に恥じることもない」とアドバイスをして、新吾を納得させる（ただし同性愛とは知らずに言った）。
一座の看板女優お蝶と恋人同士。彼とお蝶と年配の男性の座長が、摩利との関係に悩む新吾に的確なアドバイスを送る人物で、新吾の立ち直りに一役買った。

### 摩利と新吾の実家での関係者
鷹塔 思音（たかとう もね）
摩利の父親で、世界的な貿易商人で伯爵家の当主でもある。1888年、留学時代にエリザベート・ナハチガルに想いを寄せ、「小野小町と深草少将」の如くに百夜通いの如く100夜の間通ってくれれば受け入れてくれるという彼女の許に通い続けて99夜目、ウンター・デン・リンデンの路上で急病に苦しむマレーネを介抱し、百夜を通うことに失敗して諦めてしまう。人づてにエリザベートも自身を愛してくれており、許しを乞い戻って来るのを待っていたと知った時にはマレーネを愛していたため、そのままマレーネと結婚し、摩利が産まれる。折悪く心労により危篤状態に陥り、助かるもエリザベートと娘ベルタが訪れたことを知らないままだった。活動拠点は主に欧州のため、摩利を日本のばあやや新吾の両親に面倒を見てもらってはいるが、摩利とは深い絆で結ばれており、離れていてもひたすら摩利を思っており、摩利も父親には絶大な信頼を置いている。時々摩利と妻を混同して摩利にドレスを送ったりすることもある。
容姿は日本人ばなれした長身に堂々とした風格で、性格も世界を相手にする職業のせいか器が大きく、堂々としている。
マレーネ
摩利の母親で、元はドイツのメーリンク子爵令嬢だが、摩利の父親とドイツで大恋愛の後、親の反対を押し切り、日本に嫁ぐも、元から体が丈夫でないので、気候風土の違う日本で摩利を産んでから病死する。独身のころは春風とよばれており、美しくはかなげで優しい女性。
印南 隼人（いんなみ はやと）
新吾の父親で、摩利の父親とは親友の間柄。新吾と摩利がおみきどっくりと呼ばれる親友になったのも、父親二人の影響が大きい。診療所を経営する医者で、患者から絶大な信頼を置かれている。
新吾が三年の時に、馬車で妻しずと旅行中事故に遭い死亡。その後、友人の借金の保証人になっていたことが発覚して、借金のかたに家と診療所を取られ新吾を愕然とさせる（のちに新吾は家と診療所を取り返す）　容姿は新吾のようにきりっとした日本男児で、性格も新吾同様さっぱりはしており、お人よしな面もある。
印南 しず（いんなみ しず）
新吾の母親で、絵に描いたような良妻賢母で差別を受けていた摩利のことも親戚からかばったりもしていた。夫隼人とともに馬車で事故に遭い死亡。容姿は日本的な美人で、性格もしっかりしていて非の打ちどころがない女性。
ばあや
鷹塔家に仕えるばあやで、摩利の母親代わりをしている。小柄で品のある婦人で、一見おっとりはしているが、摩利や新吾に言いたいことは言う（特に同性愛のことを知ってからは苦言が多い）。
ささめ
鷹塔家の隣の富豪の家の女中で、親はいない。主にそこの意地悪な三男の文太郎に仕えているが、実は摩利のことを子供のころから好きだった。文太郎に愛を告白され、欧州に絵の留学にいった文太郎の元に嫁がされる。
結婚後、文太郎はささめが実は摩利を好きなのを知り、ささめを邪険に扱い、絵で成功するとささめを捨て大使令嬢と結婚する。その後、偶然欧州の摩利と再会し、離縁され苦労していることを知った摩利から女中に雇われる。
再会してからも摩利のことを愛しており、欧州を活動拠点にして新吾や夢殿と帰国しない摩利と一緒に欧州にとどまる。
いつもは控えめだが一度だけ摩利恋しさに、摩利に告白して、一夜だけ結ばれ子供ができるも、持ち前の謙虚さから身分が低いという理由で正夫人の座を断り、一生鷹塔家の女中として家のために尽くす。
新吾と結ばれないことを知った摩利を立ち直らせた、女性では最も摩利に影響を与えた人物である。
容姿は小柄で目のぱっちりした丸顔の童顔で、苦労をあまり感じさせない。性格は非常に控えめで謙虚で、女中としての身分をいつもわきまえている。
つむじ風の吉三（きちざ）
新吾の昔の幼馴染で、新吾より3つ年上だが、子供の頃は新吾と仲が良く新吾からは「吉ちゃん」と呼ばれており、性格も良かったが、成人すると、親を流行病で亡くして苦労したことから、スリや詐欺の常習犯に変貌していて再会した新吾を落胆させる。新吾は吉三を真人間に戻そうと努力するが、吉三はそんな新吾をうっとうしく思い、親がまだ生きていて苦労しているからと、新吾に金をせびるようになる。
後に美吉という吉三の恋人から、吉三が嘘をついていることを聞かされるが、それでもお金を工面する新吾に対して「プライドをズタズタにした」と罵倒する。しかし本心では新伍を懐かしがっており、やがて寺に修行に入る。新吾はのちにそのことを美吉から告げられ安心する。
松平 蓉姫（まつだいら ようひめ）
摩利が余興での女装姿で帰宅途中に暴漢に襲われた際、助けてくれた品の良い老婆。65歳。以後、摩利から慕われ何かと相談される。
新吾への同性愛に苦悩する摩利に「どんなことでも貫き通せば本物になる」と助言を託し、数日後に風邪を拗らせて亡くなる。新選組をモチーフとした作者の先行作品『天まであがれ!』のメインヒロインの後年の姿。彼女が息を引き取る直前に家を訪れようとしていた摩利と新吾が、新選組隊士（誰という特定はない）と思われる男性の亡霊に遭遇し、嫌な予感がして駆け付けるという描写があった。
ベルタ
昔、摩利の父・思音が好きだったエリザベート・ナハチガルの娘。その敵打ちにベルタが日本に摩利を殺しにやってくるも摩利の人柄に惚れ、少女の直感で摩利が同性の親友・新吾を好きだと察して「貴方をこれ以上好きになる前に帰国する」と言って帰国。去り際、馬車から「イッヒ・リーベ・ディッヒ（愛してます!）」と叫んだ。その後、母エリザベートと共に消息不明である。
エリザベート・ナハチガル
思音の昔の恋人。ナハチガルは「夜鳴鶯」の意。伯林・オペラ劇場一の歌姫であり、社交界の女王だった。絶交状を送っても求めてくれることを期待した思音が諦めてマレーネを選んでしまい、彼を失った後は熱心なとりまきの1人であるハンスと結婚した。夫を愛していたものの思音を忘れられずにいたため、夫ハンスは完全にその心を我が物にしようと思音の会社を狙い、事業に失敗して自殺したことを自身の罪だと苦しんでいた。復讐に日本に向かった娘を迎えに鷹塔家を訪れ、思音と顔を合わせることなく去った。

### 欧州の留学での関係者
ボーフォール公爵
摩利の父親と公私ともに親しい間柄で、妻と娘2人がいるものの、同性愛者で摩利が13歳のころから摩利を愛するようになり、彼に同性愛の手ほどきもする人物。夢殿と違うところは、夢殿ほど摩利だけに執着しない。貫禄のある紳士で、性格も大変豪快で鷹揚で何事にも動じない。
ウルリーケ
摩利の従姉（いとこ）で、摩利の祖父メーリンク子爵の孫娘。「春風」と呼ばれていた、しとやかなマレーネと対照的に「つむじ風」と呼ばれる活発な女性。結ばれずに終わった初恋の相手が黒髪の男だったことも関係してか、黒髪でまっすぐな性格の新吾を気に入り何かと情事を持ちかけるが、ただあくまでも遊びで、本当はシュテファンと相思相愛だった。シュテファンが兵役に行く前にプロポーズされ「生きて戻ってきたら一緒になってもいい」といい、彼が生きて戻ってくると、結婚して落ち着く。
金髪で色っぽい美人で、性格は自由奔放で、男性遍歴が激しいが、亡くなった元夫や、初恋の男性を思っていた一途なところもある。
シュテファン
ウルリーケの戦争で亡くなった夫の弟で、未亡人になって、奔放に男性と遊ぶウルリーケに何かと苦言をするが、本当は彼女を愛しており、戦争で兵役に行く前にプロポーズをする。やがて片足を失って戻るが、それでもウルリーケに了承をもらい結婚する。ウルリーケだけでなく、新吾や摩利にもやたら憎まれ口をたたくが、本当は善人である。
メーリンク子爵
摩利の祖父で、娘である摩利の母マレーネを溺愛しており、娘が結婚して日本に行き病気で亡くなったことで、摩利の父思音を憎んでいる。摩利にも冷たく、子供の頃嫌がらせをしたことがある。
その後摩利が彼に会いに行き、実は彼がマレーネ同様、自分を置いてどこかに行ってしまうのではという猜疑心から冷たい態度を取っていることがわかる。本心を打ち明けた後は摩利と和解する。
メーリンク子爵夫人
摩利の祖母で、子爵と違い摩利には最初から優しいが、父親の思音には「マレーネが亡くなったのは貴方のせい」と責め良い感情を持ってはいないが、後に改心していく。新吾は、摩利が祖父から辛い仕打ちを受けたことのみならず、子爵夫人が思音に冷たいという話を聞いたせいで、「そんな親類は捨ててしまえ」と憤る。
ドリナ
新吾の初恋の女性で「サロナエのドリナ」と呼ばれる、セルビア独立運動グループの女神的存在。危険を察知する能力があり、それで独立運動者の手助けをしている。
新吾と偶然道で出会い、一目で二人とも相思相愛になる。それまで摩利との恋に答えようとして一二三や姫花の誘いを拒絶していた新吾が、ドリナと出会い、彼女の容姿だけでなく祖国を思う心に打たれ、同性愛者ではないことを自覚させることのできた、新吾にとって最も影響を与えた女性。後にセルビアに帰ることになり、新吾に一緒に来るように言うが、新吾は「摩利の声が聞こえた」といって拒否。結局は新吾が摩利と親友でいることと医師の道を選ぶことで破局する。のちにグループの一員のペタルと結婚する。
容姿はウエーブのかかった黒髪で、スタイルが良く、顔もかなりの美人。性格は新吾を思う優しさと戦争を憎む激しさを持ちあわせている。
第二次大戦後、学制改革による持堂院閉校の式典を、既に亡くなっていたドリナの代わりに娘と孫娘が覗きにくる場面があるが、「おばあちゃんの好きだった人は私そっくりだったらしい」と娘に当たる女性が言うことから、別れた時点で新吾の子を身籠っていた可能性をにおわせている。

## サブタイトル
- 本編 - ここでは白泉社文庫を参考に、タイトル冒頭にナンバリングされているものを本編とし、「番外編」と記されているものは別項にまとめてある。

1. 摩利と新吾（初出 LaLa1977年3月号）
2. 頭文字（初出 LaLa1977年5月号）
3. お花畑不知火の変（初出 LaLa1977年7月号）
4. 題知らず（初出 LaLa1977年9月号）
5. わっしょい!!（初出 LaLa1977年11月号）
6. 夕日にぎんなん五目飯（初出 LaLa1978年12月号）
7. 雪（初出 LaLa1979年1月号）
8. 緑紅最前線（初出 LaLa1979年2月号 - 7月号）
9. 忍ぶれど（初出 LaLa1980年2月号）
10. 摩利と新吾（初出 LaLa1980年3月号 - 9月号）
11. 新吾と摩利（初出 LaLa1981年5月号 - 11月号）
12. 浪漫伝説（初出 LaLa1982年2月号）
13. 奇々怪々（初出 LaLa1982年5月号 - 7月号）
14. 青嵐（初出 LaLa1982年2月号 - 1983年10月号）
15. LARGO（初出 LaLa1983年11月号 - 1984年2月号）[注釈 1]

- 番外編
  - 花の桜豪寮名簿（初出 LaLa1979年11月号）
  - 乱乱々（初出 LaLa1980年11月号）
  - 縞りんご通信（初出 LaLa1981年1月号 - 4月号）
    - その1 衣装持ちの摩利について
    - その2 新吾が大食いになった理由について
    - その3 与話情浮名叛乱
    - その4 続・与話情浮名叛乱

  - 縞りんごの日課表（初出 しまりんごスペシャル）
  - 欧州秘話その1 ユンター・ムアリー[注釈 2]（初出 あすか1986年1月号）
  - 欧州秘話その2 ローエングリン —白鳥郷にて—（初出 あすか1987年5月号）
  - 欧州秘話その3 グランドロマン（初出 プチフラワー1988年5月号）

## 書誌情報
- 木原敏江 『摩利と新吾』 白泉社〈白泉社文庫〉、全8巻
  1. 1995年12月15日発売、ISBN 978-4-592-882015
  2. 1995年12月15日発売、ISBN 978-4-592-882022
  3. 1996年3月15日発売、ISBN 978-4-592-882039
  4. 1996年3月15日発売、ISBN 978-4-592-882046
  5. 1996年6月14日発売、ISBN 978-4-592-882053
  6. 1996年6月14日発売、ISBN 978-4-592-882060
  7. 1996年9月13日発売、ISBN 978-4-592-882077
  8. 1996年9月13日発売、ISBN 978-4-592-882084
- 木原敏江 『摩利と新吾 完全版』 河出書房新社、全5巻
  1. 2019年4月29日発売、ISBN 978-4-309-29016-4
  2. 2019年4月29日発売、ISBN 978-4-309-29017-1
  3. 2019年5月28日発売、ISBN 978-4-309-29024-9
  4. 2019年5月28日発売、ISBN 978-4-309-29025-6
  5. 2019年6月25日発売、ISBN 978-4-309-29026-3